# Rudina
Rudina (maďarsky Nagyrudas) je obec na Slovensku v okrese Kysucké Nové Mesto. V roce 2016 zde žilo 1 804 obyvatel. První písemná zmínka o obci pochází z roku 1359.